# Nils Holgersson (Schiff, 1967)
Die Nils Holgersson, benannt nach dem gleichnamigen Märchen „Die wunderbare Reise des kleinen Nils Holgersson mit den Wildgänsen“ von Selma Lagerlöf, war ein RoPax-Fährschiff der deutschen Fährschiffreederei TT-Linie.

## Geschichte
Die Lübecker Flender-Werft streckte am 17. August 1966 den Kiel einer neuen Fähre für die TT-Linie. Vier Monate später, am 21. Dezember 1966, lief der Neubau mit der Baunummer 562 vom Stapel. Die Übergabe an die TT-Linie erfolgte am  1. Juni 1967. Die Fähre erhielt den Namen Nils Holgersson, den bereits das erste Schiff der TT-Linie getragen hatte. Dieses war dafür schon am 1. Dezember 1966 in Gösta Berling umbenannt worden. Ab dem 4. Juni 1967 verkehrte die Nils Holgersson auf der Fährlinie Travemünde–Trelleborg. Dieser Einsatz dauerte bis zum April 1975 an. Von 1968 bis 1969 war Gigi and the Night Shadows (mit dem Truck-Stop-Gründer Cisco Berndt) Bordband.
Am 10. April 1975 erhielt das Schiff den Namen Oliver Twist, da die TT-Linie ein neues Fährschiff als Nils Holgersson in Dienst stellte. Die Oliver Twist verkehrte fortan zwischen Travemünde und Helsingborg. Zudem war sie ab Mai 1975 auch zu Kreuzfahrten in der Ostsee unterwegs.
Am 19. April 1978 charterte die Reederei Lion Ferry AB die Oliver Twist und setzte sie als Europafärjan IV zwischen Varberg und Grenaa, ab Dezember 1978 zwischen Helsingborg und Grenaa ein. Zum 1. März 1981 gingen sowohl Schiffscharter als auch die Linie an die DFDS über. Die Fähre blieb auch nach einem Eigentümerwechsel – am 19. Oktober 1983 kaufte ein Unternehmen aus Halmstad das Schiff – im Liniendienst zwischen Schweden und Jütland. Im Oktober 1984 erhielt das Schiff den neuen Namen Europafärjan Syd. Bereits ein Jahr später, am 21. Oktober 1985, ging die Fähre in den Besitz der polnischen Reederei Polska Zeluga Baltycka mit Sitz in Kolberg über. Sie erhielt den Namen Lancut und wurde von Swinemünde aus nach Ystad und Kopenhagen eingesetzt.
Im April 1994 übernahm die in Valletta ansässige Firma European Seaways das Schiff. Mit dem neuen Namen European Pride kam es ab Juni 1994 unter der Flagge Maltas zum Einsatz zwischen Brindisi, Patras und Çeşme. 1997 befuhr das Schiff die Strecke Bari-Çeşme und erhielt mit dem ebenfalls in Valletta beheimateten Unternehmen Lions Ferries einen neuen Eigentümer. Im Folgejahr war die Fähre zwischen Bari und Igoumenitsa unterwegs. Am 13. November 1998 folgte ein weiterer Eignerwechsel und das Schiff wurde in Nettuno umgetauft. Doch bereits am 17. Juni 1999 übernahm Disegno Mar die Fähre, die fortan Hermes hieß und in den folgenden Jahren zwischen Häfen in Italien, Albanien und Griechenland eingesetzt wurde. Am 14. Januar 2001 wurde sie bei der Umflaggung nach Panama in Hermes V umbenannt.
Nach zwei weiteren Einsatzjahren im Mittelmeer verkaufte Disegno Mar die ehemalige Nils Holgersson im August 2003 zum Abwracken nach Indien. Am 22. Oktober 2003 wurde die Fähre an den Abwrackwerften bei Alang auf den Strand gesetzt und in der Folgezeit abgewrackt.

## Technik
Die Nils Holgersson war 123,5 m lang und 18,01 m breit. Ihr maximaler Tiefgang belief sich auf 4,7 m. Damit war das mit 4.385 BRT und 1.807 NRT vermessene Schiff etwas größer als sein direkter Vorgänger. Der wesentliche Vorteil des neuen Schiffs lag in dem durchlaufenden Ladedeck, das auch über eine Bugpforte beladen werden konnten, was die Lade- und Liegezeiten erheblich verkürzte. Die erste Nils Holgersson hatte hingegen nur eine Heckrampe, was Wendemanöver beim Anlegen nötig machte.
Die Fähre besaß eine Ladekapazität von 1.100 t und bot 230 Autos oder 20 Lastwagen Platz auf dem Ladedeck. Zudem konnten 850 Passagiere an Bord sein. Für sie standen 350 Schlafplätze zur Verfügung.
Der Antrieb bestand aus zwei Dieselmotoren mit jeweils zwölf Zylindern. Sie leisteten insgesamt 7.410 kW und konnten das Schiff auf eine Höchstgeschwindigkeit von 21,0 kn beschleunigen.